# ملعب غاجايانا
ملعب غاجايانا هو ملعب متعدد الاستخدام في مالانج، إندونيسيا. يستخدم الملعب حاليا في الأغلب لمباريات كرة القدم. يسع ملعب غاجايانا لجلوس 35,000 متفرج ويتم توسيع مساحة الاستاد ليسع 40 ألف متفرج.